# Miejskie Przedsiębiorstwo Komunikacyjne w Inowrocławiu
Miejskie Przedsiębiorstwo Komunikacyjne w Inowrocławiu sp. z o.o. – spółka świadcząca usługi przewozowe liniami autobusowymi na terenie Inowrocławia. MPK Inowrocław jest pierwszym przedsiębiorstwem (drugim MZK Grudziądz - 7 autobusów) które posiada Elektryczno-Hybrydowe autobusy. Inowrocław jest pierwszym miastem w Polsce które ma najbardziej ekologiczny tabor komunikacji.

## Historia
Początki komunikacji miejskiej w Inowrocławiu sięgają 1912 roku, kiedy po raz pierwszy na ulice miasta wyjechały tramwaje. Trasa przebiegała początkowo od Dworca PKP do Rynku, a następnie przedłużono ją do ulicy Poznańskiej oraz ulicy Św. Ducha. Nie zrealizowano planowanych linii do Solanek i do Mątew. Po 50 latach komunikacja tramwajowa w mieście przestała istnieć. Nieznane były przyczyny zamknięcia linii tramwajowej. Jedną z nich miały być liczne zapadliska powstałe po kopalni soli w Inowrocławiu, jednak prawdopodobnie stało się to na fali likwidacji sieci tramwajowych w miastach średniej wielkości i pozostawienie ich tylko w największych miastach Polski. W latach 80 i 90 ubiegłego stulecia gwałtownie zaczęła rozwijać się komunikacja autobusowa. Pierwszymi autobusami były np. Jelcze PR110. Później zaczęto uzupełniać tabor autobusami innych marek. Pojawiły się Jelcze 120M, Mercedesy O405NK, a w ostatnich latach także: Solbusy, Kapeny oraz Solarisy Urbino 10 i 12. Obecnie MPK intensywnie wymienia i unowocześnia tabor. 31 sierpnia 2015 tabor MPK zasiliło również 10 autobusów hybrydowych marki Volvo i dwa autobusy elektryczne Solarisa. W listopadzie 2018 tabor zasiliło 8 pojazdów Volvo 7900 Electric Hybrid, a w styczniu 2019 8 pojazdów Volvo 7900 Electric.

## Tabor

### Aktualna flota
| Iveco Daily 50C14G / Kapena CNG | 2010              | 1  |
| Solaris Urbino 10 III           | 2009, 2011 i 2013 | 5  |
| Solaris Urbino 12 III Electric  | 2015              | 2  |
| Volvo 7900 Electric             | 2019              | 8  |
| Volvo 7900 Hybrid               | 2015              | 10 |
| Volvo 7900 Electric Hybrid      | 2018              | 8  |

### Historyczna flota
| Mercedes-Benz 611 D                     | 1999–2010 | 1  |
| Iveco Daily 65C14G / Kapena Urby LE CNG | 2010–2021 | 4  |
| Jelcz PR110M                            | 1989–2008 | 46 |
| Jelcz PR110 CNG                         | 1989–2010 | 4  |
| Jelcz M11                               | 1989–1998 | 14 |
| Jelcz L11/2                             | 1989–?    | 2  |
| Autosan A1010M CNG                      | 1995–2009 | 3  |
| Otoyol M50T.14 City                     | 1997–2010 | 5  |
| Jelcz 120MM/2                           | 1998–2019 | 12 |
| Jelcz 120M/3                            | 2004–2016 | 5  |
| Jelcz M125M                             | 1998–2010 | 1  |
| Jelcz 120M CNG                          | 2000–2012 | 2  |
| Jelcz 120M CNG                          | 2008–2015 | 3  |
| Solbus C10,5                            | 2005–2012 | 1  |
| Solbus B9,5                             | 2005–2019 | 2  |
| Solbus SN11                             | 2006–2019 | 4  |
| Mercedes-Benz O405NK2                   | 2008–2013 | 3  |
| MAN NM223.3                             | 2011–2019 | 2  |
| MAN NM223.2                             | 2012–2019 | 2  |
| Solaris Urbino 12 III                   | 2009–2022 | 3  |

## Nagrody i wyróżnienia
- 2011 - Certyfikat Przedsiębiorstwo Fair Play[5]